# Pixeline Skolehjælp: Lær om Geografi – Danmark på spil
Pixeline Skolehjælp: Lær om Geografi – Danmark på spil er det ellevte spil i Pixeline Skolehjælp serien. Spillet er fra 2007 og er udgivet af Krea Media. 
Spillet starter med at lillebror stikker af i sin luftballon og tager rundt til forskelige byer rundt om i Danmark, hvor han med det formål at omdøbe så mange stednavne som overhovedet mulig efter ham selv. Det er så Pixelines opgave at stoppe ham i tide, inden han gør det.
Man flyver derfor rundt i en luftballon til forskelige byer rundt om i Danmark. Når man passere en by et hav eller land, begynder Pixeline at fortælle om disse sted som f.eks., “Ved du hvad navnet Hillerød betyder, det er ikke så svært, rød var et gammelt ord for en rydning i skoven og Hildi var et drengenavn, så Hillerød betyder simpelthen Hildis rydning". 
Undervejs skal man løse forskelige opgaver bl.a. Gadequzzien hvor lillebror har erstattet vejnavne med lillebrorvej, og hvor man så skal hjælpe med at finde det rigtige ord. I Skipper Klemens kompasspil hvor man skal hjælpe ham med at svar på nogle spørgsmål, som f.eks. “Ligger Esbjerg syd eller nord for Aalborg“. Samt posthuse spillet hvor man placere en række pakker på, hvilken landsdele eller by de skal hen til.
Til sidst finde man lillebror i en labyrint, hvor man derefter så skal indfange ham. Det gør man ved at lægge de medaljer som man har vundet igennem spil, over de huller som der i labyrint, så Pixeline kan lokke lillebror i en fælde.